# Oszkár Demján
Oszkár Demján (né le 28 décembre 1891 à Budapest et mort le 4 septembre 1914 à Sianki) est un nageur hongrois. Il a participé aux Jeux olympiques de Stockholm en 1912.
Il établit les records du monde du 400 mètres brasse en 6 min 39 s 8 en mars 1910 et du 500 mètres brasse en 8 min 27 s 4 en octobre de la même année. Engagé sur les 200 et 400 mètres brasse aux Jeux olympiques de Stockholm en 1912, il termine 4e de sa demi-finale du 200 mètres en 3 min 11 s 2, moins rapide que ses 3 min 7 s 8 des séries. Sur le 400 mètres, il est disqualifié en série, pour avoir touché le mur avec une seule main, alors qu'il avait réalisé l'excellent temps de 6 min 35 s 8, juste derrière le futur champion olympique Walter Bathe.
Il meurt lors de la Première Guerre mondiale.